# Thornton, New Hampshire
Thornton är en kommun (town) i Grafton County i delstaten New Hampshire i USA med 2 490 invånare (2010). 